# Mikel Astarloza
Mikel Astarloza Chaurreau (Pasajes, Guipúzcoa, País Vasco, 17 de noviembre de 1979) es un exciclista español, residente desde 2005 en San Sebastián.[cita requerida] Es primo del exciclista Íñigo Chaurreau.
Su principal característica es que fue un deportista de fondo, por lo que se le dieron bien los esfuerzos largos y prolongados. En reposo tiene 40 pulsaciones por minuto, y en pleno esfuerzo llega a las 202 pulsaciones. Se consideró contrarrelojista aunque en buen estado de forma paso la alta montaña. En contraposición tuvo dificultad para realizar esfuerzos cortos e intensos, como esprines o repechos de alto porcentaje.
Cumplió una sanción de dos años por dopaje, tras haber dado positivo por EPO recombinante en un control antidopaje realizado el 26 de junio de 2009.
Tras su sanción, reapareció con el Euskaltel-Euskadi en la Vuelta a Burgos el 3 de agosto de 2011.

## Biografía

### Inicios en el ciclismo
Antes de ser ciclista le gustaron otros deportes como el remo, el fútbol y a la pelota vasca; estos dos últimos fue los que más practicó junto con el ciclismo, ya que su padre le dijo que el remo podría provocar dolores de espalda, hasta que en 1991 se dio cuenta de que lo suyo era lo de las dos ruedas.

### Ciclismo aficionado
Durante su paso como aficionado logró trece victorias, entre las que destacan la Vuelta Weekend Veraneais y dos campeonatos de Euskadi contrarreloj.

### Ciclismo profesional

#### Debut en el Ag2r
Astarloza hizo su debut como profesional con el equipo francés Ag2r en 2002, el mismo año en que pasó a dicha formación su cuñado Íñigo Chaurreau (procedente del Euskaltel-Euskadi), tras haber realizado un buen Tour de Francia. 
En 2003 ganó en la parte inicial de la temporada el Tour Down Under.
Durante su estancia en el equipo aprendió el francés.

#### Progresión en el Euskaltel
En 2007 fichó por el Euskaltel-Euskadi, el equipo de su tierra, también ProTour. Astarloza llegó al conjunto naranja con el reto de convertirse en uno de los jefes de filas de la formación, junto a Haimar Zubeldia y Samuel Sánchez, tras la marcha de Iban Mayo al Saunier Duval.
Astarloza acudiría ese año como colíder (junto a Zubeldia) del equipo al Tour de Francia, al que se presentó con buenas sensaciones tras haber terminado séptimo la Dauphiné Libéré, una prueba considerada como la antesala de la Grande Boucle. Tanto Zubeldia (cuarto) como Astarloza (noveno) entraron entre los diez primeros de la general del Tour, completando así Astarloza su mejor actuación en la ronda gala.
En 2008 tuvo la responsabilidad de ser el líder del Euskaltel-Euskadi en su carrera de casa, la Vuelta al País Vasco, en la que finalizó sexto. Poco después fue quinto en el Tour de Romandía. Posteriormente se centró en su preparación el Tour, repitiendo la planificación del año anterior al acudir a la Dauphiné Libéré, donde volvió a ser séptimo. Sin embargo, en esta ocasión no logró entrar entre los diez primeros de la general en el Tour de Francia (al igual que Zubeldia), cosa que sí logró Samuel Sánchez (quien ese año sí corrió la ronda gala) al ser séptimo. Astarloza corrió también la Vuelta a España, donde tenía como misión ayudar a Igor Antón, quien acudía como jefe de filas del conjunto naranja. Sin embargo, la caída y consiguiente retirda de Antón en la etapa con final en el Angliru desbarató los planes del equipo y de Astarloza, quien terminó su segunda gran vuelta en un discreto vigesimoctavo lugar.

#### Positivo por EPO

##### Éxitos entre el control y el resultado

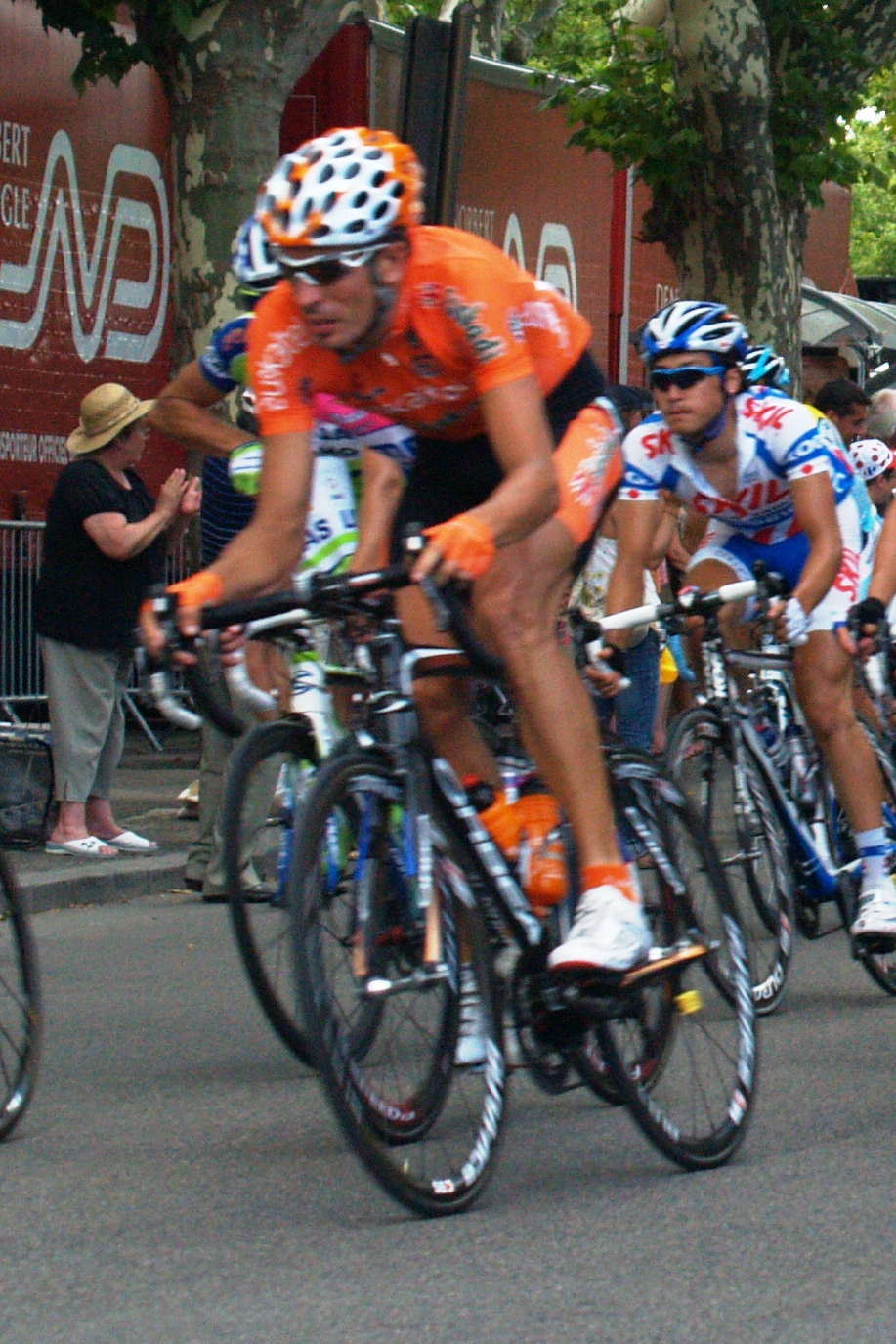
Astarloza, en la 3.ª etapa del Tour de Francia 2009.

Su principal victoria como ciclista profesional sucedió en el Tour de Francia de 2009, cuando se impuso en solitario en la 16.ª etapa. Fue una etapa alpina con final en Bourg Saint Maurice, después de ascender a dos puertos, el primero de categoría especial y el segundo de primera categoría. Astarloza fue escapado gran parte de la etapa junto con hasta 18 corredores. Sin embargo se jugaron la etapa solamente dos grupos de cuatro corredores: el cabecero compuesto por Franco Pellizotti, Jurgen Van den Broeck, Amaël Moinard y el propio Astarloza; y un segundo grupo compuesto por Sandy Casar, Pierrick Fédrigo, Nicolas Roche y Stéphane Goubert.
A dos kilómetros para la meta, justo cuando el segundo grupo estaba a punto de enlazar con el primero, Astarloza demarró con fuerza y nadie le siguió la rueda. Venció en solitario, llegando a meta seis segundos antes que sus compañeros de fuga, ya unificados y encabezados por Sandy Casar. Esta victoria fue la tercera en el Tour de toda la historia del equipo Euskaltel-Euskadi.

##### Anuncio y rueda de prensa
El 31 de julio de 2009, la UCI anunció que Astarloza había dado positivo por EPO recombinante (hallada en su muestra de orina) en un control antidopaje realizado el 26 de junio, días antes de sus éxitos en el Campeonato de España de ruta y el Tour de Francia. De confirmarse el positivo, Astarloza sería descalificado de las carreras en las que hubiera participado a partir de dicho control positivo.
El 4 de agosto Astarloza proclamó su inocencia ante los medios de comunicación, en una comparecencia en la que no admitió preguntas de los periodistas.

##### Contraanálisis: confirmación del positivo
El 8 de septiembre la UCI comunicó al corredor que el contraanálisis había dado positivo, confirmando el caso de dopaje por EPO recombinante. A partir de ese momento, el caso quedaban en manos de la RFEC.
José Rodríguez, exciclista y abogado de Astarloza, anunció que no cuestionaban el positivo ni el procedimiento del laboratorio encargado del análisis y el contraanálisis, asegurando asimismo que la defensa del corredor se basaría en que dormía y entrenaba en una cámara hipobárica. La cámara hipobárica (un recurso permitido por las autoridades antidopaje) simula condiciones de altura (y, por ende, de hipoxia), estimulando la síntesis de EPO endógena (natural, del organismo), lo cual provoca a su vez un aumento de la eritropoyesis (producción de eritrocitos). Sin embargo, las condiciones de altura (ya sean reales o por cámara hipobárica) aumentan los niveles de EPO endógena, pero no justifica la presencia de EPO recombinante (exógena, artificial, considerada dopaje), motivo del positivo.

##### Sanciones deportiva y económica
La RFEC decidió sancionar a Astarloza con dos años de suspensión, hasta el 26 de junio de 2011. El corredor anunció su intención de recurrir ante el TAS.
La UCI confirmó dicha suspensión de dos años y añadió una sanción económica de 154 570 euros. Además, la victoria de la 16.ª etapa del Tour de Francia 2009 fue adjudicada a Sandy Casar.
De forma paralela, y mientras cumplía su sanción por dopaje, participó como comentarista en la retransmisión de diversas carreras ciclistas en ETB (televisión pública vasca), como el Tour de Flandes y la Dauphiné Libéré.
El equipo ciclista Euskaltel Euskadi participará en la 33.ª edición de la Vuelta a Burgos, que se disputa del miércoles 3 al domingo 7 de agosto, con una potente formación liderada por Samuel Sánchez y compuesta por Igor Antón, Mikel Nieve, Juanjo Oroz, Iñaki Isasi, Peio Billbao, Mikel Landa y Mikel Astarloza. Tras dos años de suspensión, Astarloza vuelve a la escuadra naranja y debutará mañana miércoles en la etapa que comienza en Villarcayo. Los hombres de Igor González de Galdeano tratarán de repetir la actuación de 2010, en la que se anotaron dos triunfos de etapa y la clasificación general de la mano del campeón olímpico.

#### Despedida
El 1 de octubre de 2013 anunció su retirada del ciclismo tras doce temporadas como profesional y con 33 años de edad.

## Palmarés

### Pista
1998
- 2.º en el Campeonato de España Madison
- 2.º en el Campeonato de España Puntuación

### Carretera
2003
- Tour Down Under
- 3.º en el Campeonato de España Contrarreloj

## Resultados en Grandes Vueltas
Durante su carrera deportiva consiguió los siguientes puestos en las Grandes Vueltas y en los Campeonatos del Mundo en carretera:
| Carrera | Carrera         | 2002 | 2003 | 2004 | 2005 | 2006 | 2007 | 2008 | 2009 | 2010 | 2011 | 2012 | 2013 |
| ------- | --------------- | ---- | ---- | ---- | ---- | ---- | ---- | ---- | ---- | ---- | ---- | ---- | ---- |
|         | Giro de Italia  | —    | —    | —    | —    | —    | —    | —    | —    | —    | —    | —    | —    |
|         | Tour de Francia | —    | 29.º | 62.º | 27.º | 35.º | 9.º  | 15.º | 11.º | —    | —    | Ab.  | 42.º |
|         | Vuelta a España | 77.º | —    | Ab.  | —    | 56.º | —    | 28.º | —    | —    | —    | 48.º | —    |

Ab.: abandono
—: no participa